# Mống mắt
Ở người, hầu hết các loài thú có vú và chim, mống mắt (tiếng Anh: Iris, số nhiều: irides hoặc irises) là một cấu trúc mỏng, hình tròn nằm trong mắt, có công dụng điều chỉnh đường kính và kích cỡ của đồng tử, cũng chính là lượng ánh sáng đi đến võng mạc. Màu mắt được quyết định bởi màu của mống mắt. Đồng tử thường được coi là lỗ khẩu, còn mống mắt được coi là khẩu.

## Cấu trúc
Mống mắt bao gồm hai lớp: lớp mạch sợi có sắc tố ở phía trước được gọi là stroma và dưới lớp stroma, lớp tế bào biểu mô chứa sắc tố.
Stroma được nối với cơ thắt đồng tử, cơ này co bóp đồng tử theo chuyển động tròn, và một tổ hợp các cơ giãn đồng tử, kéo rộng mống mắt để đồng tử mở to ra. mặt sau được bao phủ bởi một lớp biểu mô chứa nhiều sắc tố dày khoảng hai tế bào, nhưng mặt trước không có biểu mô. Lượng sắc tố cao giúp chặn ánh sáng đi qua và lọt vào võng mạc, chỉ cho ánh sáng đi qua đồng tử. Rìa ngoài của mống mắt được gắn với củng mạc và phần trước của thể lông mao. Mống mắt và thể lông mao được biết đến như là phần ngoài của màng mạch nho.
Mống mắt được chia thành hai vùng chính:
1. Vùng đồng tử là phần trong nơi phần rìa hình thành nên ranh giới của đồng tử.
2. Vùng lông mao là phần còn lại cho đến thể lông mao.

Các tế bào cơ của mống mắt là các tế bào cơ trơn ở động vật có vú và động vật lưỡng cư, nhưng lại là cơ thớ ở bò sát (bao gồm cả chim). Nhiều loài cá không có cả hai, cho nên mống mắt của chúng không có khả năng co giãn, và luôn có kích thước cố định.